# کاوادا شوریو
کاوادا شوریو (به ژاپنی: 河田小龍 Kawada Shoryo); ۱۵ دسامبر ۱۸۲۴ – ۱۹ دسامبر ۱۸۸۶) محقق و نقاش از اهالی ولایت توسا، اهل ژاپن بود.